# 登山用GPS地図アプリ
登山用GPS地図アプリ（とざんようジーピーエスちずアプリ、英語: Geographica　For Mobile Application）とは、スマートフォン、タブレットコンピュータ、その他携帯端末で動作するように設計・製作されたアプリケーションソフトウェア（コンピュータプログラムの一つ）。

## 概要
ジオグラフィカをスマホにインストールするだけで、高性能な登山用GPSとして使えるようになるアプリケーションソフトウェアである。
多くの人がGPS内蔵のスマホを持ち、数十機の測位衛星が空を飛んでいるこの時代である。
視界が悪く地形や道が見えにくい状況でも、このアプリケーションをインストールされているスマホをもてば、GPSは空からの視界を与えてくれるのである。たとえ、気象条件が非常に悪くて吹雪の中や雨風が吹きずさぶ中など、或いは見通しの全くない深い雪の中をラッセルしていても、藪、霧、深い樹林帯の中など、視界ゼロでも現在地がわかる。そのため道迷いしても遭難することなく、正規の登山道に簡単に復帰して家に帰れ、生死を別けるのである。
携帯圏外でもネット通信の有無やSIMを抜いても、スマホのGPSは動くのでデータ通信は必要ない。たまに現在地を確認する程度なら、機内モードにしておけば1日で5%の消費、なおかつGPSログを記録する。機内モードでは、3000mAhの機種なら30時間稼働する。
雪山登山やバックカントリーに欠かせない「雪崩対策装備（アバランチセーフティギア）」として、雪崩ビーコン（なだれビーコン）がある。雪崩により雪中に埋没した人の捜索のために作られたトランシーバの一種である。それとは、異なる。
道迷いの防止に、北アルプス連峰をかかえ、路迷いが18%いる富山県警でも、「地図、コンパス、スマートフォン等のGPS機能を活用し、要所以外でもこまめに現在地とルートを確認しましょう。」と、アプリを使って現在位置を確認するように登山者に呼び掛けている。
一方、遭難の届出状況は、長野県警の場合は、携帯電話による届出は全体の 74.7％で、遭難者本人と同行者を合わせて約 7 割を占めることからは、道に迷った遭難者はスマホを使ってなかったことが、うかがえる。

## 開発
Android版と、iPhone版が、開発されている。

## 配信
登山用GPS地図アプリには、日本では4社ほどが、参入している。アプリケーションストア最大手はAndroid対応のGoogle PlayとiOS対応のApp Storeの2つであるが、YAMAPとヤマレコという登山用GPS地図アプリは配信元（YAMAPとヤマレコ）から配信されている。
- YAMAP - 会員数No.1のGPS登山地図アプリ[SS 2]。
- 山と高原地図（通常版）／山と高原地図ホーダイ - 圧倒的な支持を誇る紙の登山地図「山と高原地図」のアプリ版[SS 2]。
- ジオグラフィカ - 地形図をベースにしたGPS地図アプリ[SS 2]。
- ヤマレコ - 登山SNS最大級の「ヤマレコ」謹製アプリ（以前は「ヤマレコMAP」という名称）。「みんなの足跡」を地図上に表示[SS 2]。

## 企業での管理
ヤマレコの場合は、企業は、ユーザーが、地図をダウンロードして、予定ルートを作成して、所定の事項を入力すると、所轄の警察署に登山届を送信可能である。企業は、どの山に何人ほど登っているのか。登山口、登山コース、登山時間のデータを登山用GPS地図アプリから得たデーターを保管している。それらは、企業のサイトで誰でもが閲覧できる。
また、指定した場所に到着したら、自動的に指定された人に電子メールを送信する。また、どこを歩いているのかも、家族など指定された者は、登山用GPS地図アプリデータをリアルタイムで共有して追跡できる。そうした機能を持つアプリもある。

## 国土地理院地図への反映
ヤマレコの地図上でオレンジ色になっているのが、ユーザーの歩いた無雪期登山道のGPSデータで構成されている。
ヤマレコのGPSデーターの集積は2005年10月30日から始まった。ヤマレコの特徴は、他の人の登山の軌跡がわかる「みんなの足跡」があることであるが、こうして取得したGPSデーターは、地理院地図の登山道修正のため使われている。

## 岐阜県警の対応
道迷いによる遭難防止のために、作成した“北アルプス 登山ガイドブック"を登山者に配布して、スマホを携行して日本山岳ガイド協会のアプリ「コンパス」、株式会社ヤマップのアプリ「YAMAP」などを利用して現在地をこまめに確認することを呼びかけている。

## コラム
- スマホとは、スマートフォン(賢い電話)の略。
- iPhone（アイフォン）とは、Appleが開発販売しているスマホ。GPS精度が高く、雪庇のある所を登山するなら良い。
- Android（アンドロイド）とは、Googleが開発しているスマホ用のOS。
- 格安スマホとは、SIMフリースマホとして格安SIMと一緒に売られているスマホ。GPS精度は悪いが、携帯電話通信できなくてもいいならSIM無し(通信契約なし)でも、ネットはWifi環境があれば使える。
- GPS（ジーピーエス）とは、全地球測位システム。
- SIM（シム）とは、SIMカードなどとも呼ばれ、電話番号などを記録。

## 熊の出没の問題
多摩の日の出山でも、10年以上前から熊の出没情報が流されており、地元の養澤集落ではラジオや熊の鈴では餌を持っていると逆に近づいてくると、熊との遭遇を恐れている。樹林帯では、登山用GPS地図アプリがあるからといって、熊の活動時間に入る早朝や日が暮れてからの行動は、避けたい。
ピンクテープには、作業道や水源巡視路、沢登りや岩登りのアプローチや帰り道などのハイキング客や登山客以外の目印である場合も多いのである。道が有るといっても、地図上に「みんなの足跡」がなければ、けもの道と判断して絶対に避けたい。秩父の熊倉山では、熊の被害に遭われた方が、獣道や山林の見回りに使われている道、崩れて廃道になった登山道、炭焼きの道、間違って引き返すことの多いルートに迷い込まないようにと、教えてくれている。特に、雪道、落ち葉の道は判断が難しいので紛らわしいのである。